# Danielle Dax
Pour les articles homonymes, voir Dax (homonymie).
Danielle Gardner, née le 23 septembre 1958 à Southend-on-Sea, dans l'Essex, plus connue sous le nom de Danielle Dax est une musicienne expérimentale et productrice de la fin des années 1970 au début des années 1990.

## Biographie
Elle participa d'une manière brève mais notable dans le groupe Punk The Lemon Kittens, pour l'album éponyme des League of Gentlemen en 1981, aux vocaux (créditée comme « Hamsprachtmusic ») sur la chanson « Minor Man ». Cela dit cette chanson ne fut pas incluse à la version CD de l'album, sous le titre God save the King, mais son artwork fut gardé pour la pochette.
Dax quitta les Lemon Kittens et entama une carrière solo, enregistrant et produisant les albums Pop-Eyes (1982), Jesus Egg That Wept (1984), et Inky Bloaters (1987) sur son propre label, Awesome Records. En 1988 elle signa avec Sire Records, qui sortit son double album Dark Adapted Eye, contenant du matériel issu d'enregistrements antérieurs, comme la célèbre chanson "Big Hollow Man", et de nouveaux enregistrements inédits comme "Cat-House", "White Knuckle Ride", "When I Was Young", "House Cat", "Whistling for His Love", et "Touch Piggy's Eyes".
En 1984 elle fit sa seule apparition cinématographique à ce jour, en tant que "femme-loup" (rôle par ailleurs muet) dans La Compagnie des loups de Neil Jordan. En 1988, elle signa la musique du court-métrage avant-gardiste Axel de Nigel Wingrove.
En 1991 Danielle apparut dans le show Star Test, sur Channel 4, où elle fut interviewée pendant 30 minutes par un ordinateur, avec des questions comme "Si vous rencontriez Dieu, quelle question lui poseriez-vous ?", ce à quoi Danuelle répondit "Pourquoi les gens sympas n'ont pas autant de succès que les connards ?", une réponse faisant référence à son manque de vrai succès dans l'industrie musicale.
En 1990 elle sortit ce qui devait être son seul album sur une major, Blast the Human Flower, produit par Stephen Street, à l'exception des morceaux "Bayou" et "Daisy", qu'ils produisirent ensemble. Ses deux derniers disques sortirent en 1995 et consistèrent en un double-album rétrospective intitulé Comatose Non Reaction: The Thwarted Pop Career of Danielle Dax, et un EP d'une musique avant-gardiste et presque complètement instrumentale appelé Timber Tongue. La carrière musicale de Dax fit alors une pause indéfinie, souvent considérée comme une retraite.
Depuis 1996, elle travaille comme architecte d'intérieur, et est apparue plusieurs fois à la BBC dans le show Homefront.
Selon sa page officielle sur MySpace (tenue par son ami de longue date et ex-musicien Karl Blake), elle a assuré plusieurs performances de spoken words tirées de ses vieux morceaux, en Grande-Bretagne et en Europe, et on parle de nouveaux morceaux en cours d'écriture. Ses trois premiers albums ont été réédités sur CD par son propre label, Biter of Thorpe, et distribués par World Serpent).
Le travail visuel de Dax inclut l'artwork original de son album Pop-Eyes. Il fut retiré de l'album après sa première édition, après que certains disquaires l'avaient qualifié de "grotesque". L'artwork de substitution (auquel celui de Dax se substitua à son tour pour la réédition CD) fut réalisé par Holly Warburton qui, par la suite, créa les pochettes des albums suivants de Dax, The Jesus Egg That Wept, Inky Bloaters et Dark Adapted Eye.

## Singles
| Year | Title                  | Chart positions | Chart positions | Chart positions    | Chart positions | Album                  |
| Year | Title                  | US Hot 100      | US Modern Rock  | US Mainstream Rock | UK              | Album                  |
| 1988 | "Cat-House"            | -               | #19             | -                  | -               | Dark Adapted Eye       |
| 1990 | "Tomorrow Never Knows" | -               | #5              | -                  | -               | Blast the Human Flower |

## Discographie

### avec les Lemon Kittens
- Spoonfed & Writhing (artwork)
- We Buy A Hammer For Daddy (multi-instrumentiste, chant)
- (...those that bite the hand that feeds them sooner or later must meet...)The Big Dentist (multi-instrumentiste, chant)

### En solo
- Pop-Eyes, Awesome, 1982
- Jesus Egg That Wept, Awesome, 1984
- Inky Bloaters, Awesome, 1987
- The Janice Long Session EP, Strange Fruit, 1987
- The BBC Sessions EP, Strange Fruit, 1988
- Dark Adapted Eye, Sire, 1988
- Blast The Human Flower, Sire, 1990
- Comatose-Non-Reaction, Biter Of Thorpe, 1995
- Timber Tongue, Biter Of Thorpe,  1995